# 神田川橋梁 (総武本線)

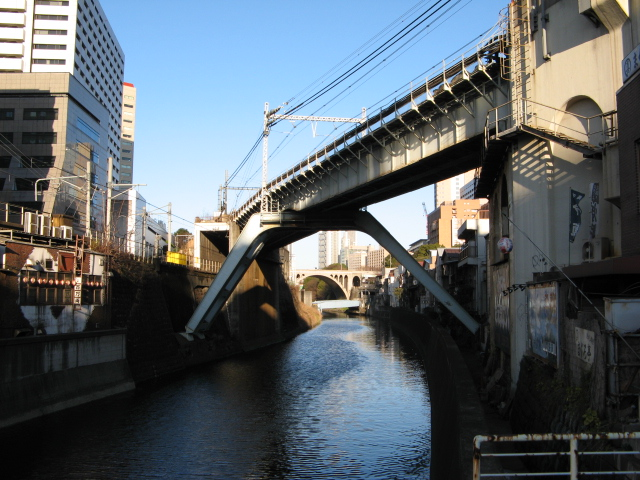
総武線神田川橋梁

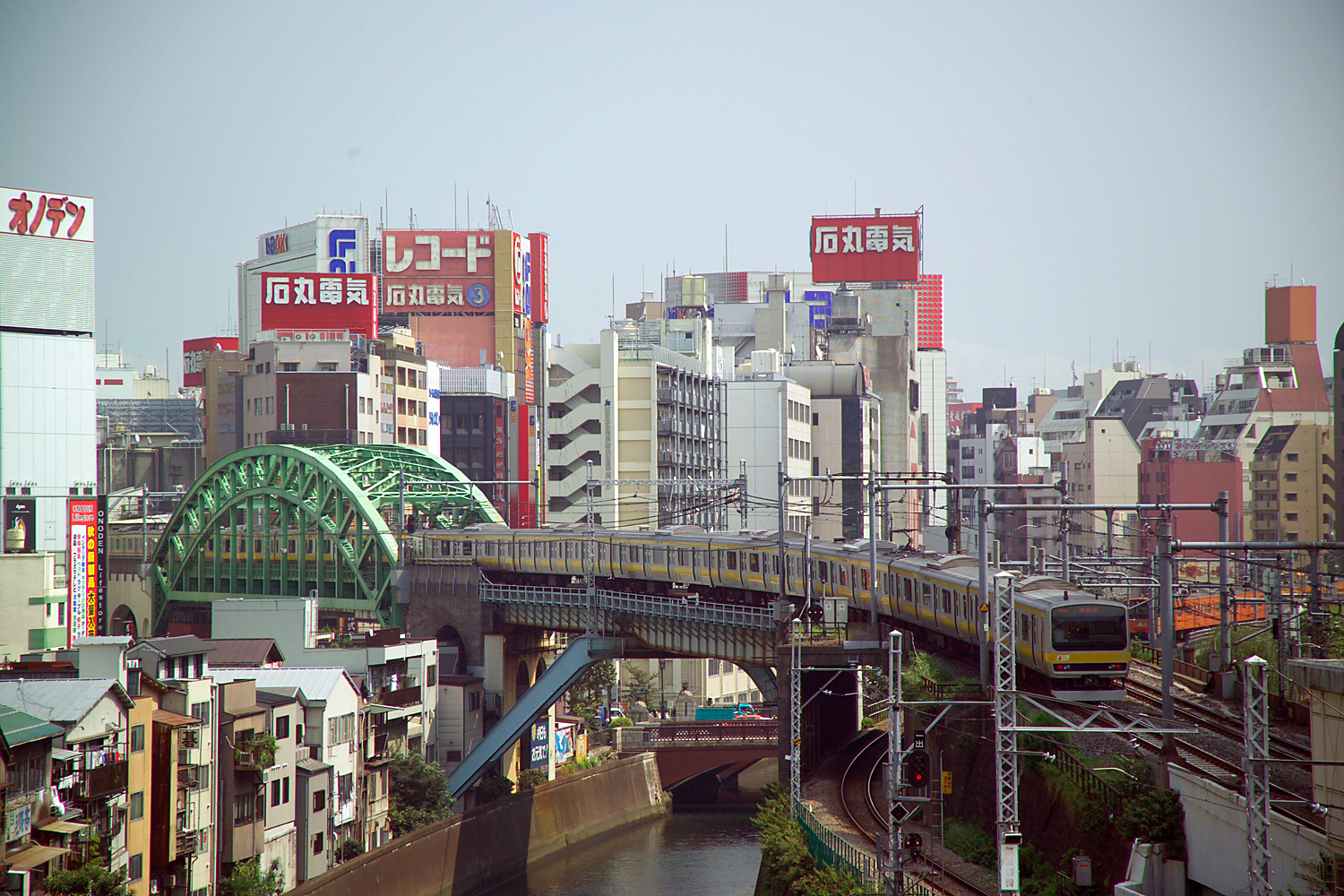
御茶ノ水方面より総武線神田川橋梁、松住町架道橋を望む

神田川橋梁（かんだがわきょうりょう）は、東京都千代田区外神田一丁目・神田淡路町二丁目にある鉄道橋である。東日本旅客鉄道（JR東日本）総武線を通している。

## 概要
総武線が御茶ノ水駅まで延長された際、御茶ノ水駅 - 秋葉原駅間の神田川に架けられた橋梁である。
橋脚は八の字形のラーメン形式であるのが特徴である。本橋梁の御茶ノ水方はコンクリート製橋台が中央本線上り線を跨ぐ形となっている。秋葉原方はコンクリート製橋台を挟んで松住町架道橋へと繋がる。
本橋梁は、松住町架道橋と並び秋葉原電気街のランドマークにもなっている。このため、本橋梁を含めた秋葉原の風景は色々なドラマ・映画にも登場し、また松住町架道橋・総武線隅田川橋梁とともにデザインも優れているため、日本の鉄道橋の象徴的存在にもなっている。

## 諸元
- 種別 - 鋼鉄道橋
- 形式 - 上路式プレートガーダー
- 橋長 - 56.0m
- 支間 - 下り線：31.88m + 23.70m、上り線：21.29m + 31.89m
- 線数 - 単線×2
- 活荷重 - KS-15
- 竣工 - 1932年(昭和7年)
- 施主 - 鉄道省
- 橋梁設計 - 鉄道省
- 橋桁製作 - 横河橋梁製作所

## 隣の橋
- 総武線 （上り方向） - 神田川橋梁 - 松住町架道橋 - 御成街道架道橋 - 昭和橋架道橋 - （下り方向）